# 에디 알버트
에디 앨버트(Eddie Albert, 1906년 4월 22일 ~ 2005년 5월 26일)는 미국의 가수, 장교, 양봉가, 배우, 성우, 영화 제작자이다.

## 출연 작품
- 맨발의 경영자 (1995년)
- 헤드리스! (1994년)
- 화성에서 온 소녀 (1991년)
- 할리우드의 출세기 (1989년)
- 에니메이터 (1989년)
- 성공 전선 이상 없다 (1986, Head Office)
- 드림스케이프 (1984년)
- 죠르지오의 사랑 (1982년)
- 액트 (1982년)
- 고리아스 어웨이트 (1981년) - 애드미럴 윌리 슬로안 역
- 달리는 사이먼 (1981년)
- 버스틴 루즈 (1981년)
- 예스터데이 (1981년)
- 무법의 국경선 (1980년)
- 키스 미 (1980년)
- 에어포트 79 (1979년)
- 허슬 (1975년)
- 마녀의 산 (1975년)
- 형사 맥큐 (1974년)
- 터치 다운 (1974년)
- 갈등의 부부 (1972년)
- 일곱 여인 (1966년)
- 파티스 오버 (1965년)
- 미라클 오브 더 화이트 스탤리언스 (1963년)
- 캡틴 뉴먼, M.D. (1963년)
- 후즈 갓 더 액션? (1962년) - 클린트 모건 역
- 지상 최대의 작전 (1962년) - Col. 톰슨 역
- 사랑의 흔적 (1959년)
- 건 러너스 (1958년) - 해나건 역
- 루츠 오브 헤븐 (1958년)
- 태양은 또 떠오른다 (1957년)
- 조커 이즈 와일드 (1957년)
- 공격 (1956년)
- 8월 달의 찻집 (1956년)
- 크라이 투마로우 (1955년)
- 오클라호마 (1955년)
- 클라이막스! (1954년)
- 로마의 휴일 (1953년) - 어빙 래도비치 역
- 캐리 (1952년)
- 유어 인 더 네이비 나우 (1951년)
- 서스펜스 (1949년)
- 유 가터 스테이 해피 (1948년)
- 스매쉬업 (1947년)
- 포 마더스 (1941년)

### 텔레비전
- 유물 (1978, The Word)
- 사랑의 유람선 (1977년)
- 제너럴 호스피털 (1963년)
- 스튜디오 원 (1948년)
- The Magical World of Disney (1982) - "Beyond Witch Mountain" 편